# Teatro Cockpit

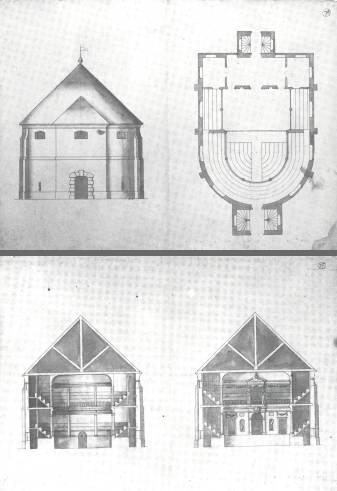
Estos planos, dibujados por Íñigo Jones probablemente alrededor de 1616 a 1618, pueden ser para el Teatro Cockpit.

El Cockpit fue un teatro de Londres, que estuvo activo desde 1616 hasta aproximadamente 1665. Fue el primer teatro que se ubicó en Drury Lane. 
El edificio original fue realmente un cockpit, esto es, un lugar diseñado para las peleas de gallos. Lo más probable es que tuviera forma redonda con un tejado agudo. Fue construido en 1609 bajo la supervisión de John Best, "maestro de gallos" de Enrique Estuardo, príncipe de Gales, hijo mayor y heredero del rey Jacobo I.
En agosto de 1616, Christopher Beeston adquirió el arrendamiento del edificio e hizo de él un teatro. Como otros teatros de la época, como The Theatre en Shoreditch y The Globe en Southwark, la ubicación quedaba fuera de la jurisdicción de la City de Londres. Beeston expandió el pequeño edificio original, lo que pronto obtuvo quejas de los vecinos de las que queda rastro legal. El teatro que quedó tras la reforma era "bastante más pequeño que el Teatro de Blackfriars."
En 1617, el edificio sufrió daños durante un disturbio; Beeston lo renovó y le puso por nombre el Phoenix. Pero el viejo nombre siguió usándose.
El arquitecto encargado de la renovación es desconocido, pero a partir de ciertos datos se señala a Íñigo Jones. Dos dibujos de Jones muestran el interior y el exterior de un teatro; John Orrell cree que es el Cockpit, aunque admite que no puede aportar pruebas concluyentes al respecto. (En 1629, Íñigo Jones diseñaría otro teatro "Cockpit", uno privado dentro de Whitehall llamado el Cockpit-in-Court o Royal Cockpit.)
Beeston pretendía que el Cockpit sirviera como complemento techado del Red Bull, el teatro abierto que entonces albergaba a su compañía, Queen Anne's Men. Un local de invierno era necesario para competir con el teatro Blackfriars en posesión de la troupe rival, los King's Men. 
Los Queen Anne's Men estuvieron allí desde 1617 hasta 1619; cuando esa compañía se disolvió a la muerte de Ana de Dinamarca en 1619, fue reemplazada por los Prince Charles's Men desde 1619 hasta 1622. Lady Elizabeth's Men estuvieron allí desde 1622 hasta 1624, y quizá durante algunos períodos desde 1619 (las dos compañías, Prince Charles's y Lady Elizabeth's, se combinaron en torno a 1615). Queen Henrietta's Men estuvieron durante bastante tiempo en el Cockpit, desde 1625 hasta 1636. La última troupe que lo ocupó en tiempos de Beeston fue una creación propia, la King and Queen's Young Company, coloquialmente conocida como los Beeston's Boys—el último conjunto de niños artistas de la época. Continuarían en el teatro bajo la dirección de su hijo William.
William Beeston fue obligado a dejar el teatro cuando su elección de obras fue desaprobada por la Corte. Fue reemplazado por William Davenant en 1639. Tras el cierre de los teatros por el Parlamento en 1642 se utilizó como escuela, si bien hubo representaciones clandestinas. Tuvo una redada en 1649 y los actores fueron ingresados en prisión. Al final de la época puritana se permitieron dos óperas en el Cockpit, dado que la música no se consideraba teatro: La crueldad de los españoles en Perú en 1658 y Sir Francis Drake en 1659.
Durante la Restauración en 1660, se permitió actuar a dos compañía, la Duke's Company, comandada por Davenant, y la King's Company, de Thomas Killigrew. Ambas compañías utilizaron durante un breve período los teatros de la generación precedente, como el Cockpit y el Salisbury Court Theatre, pero pronto se trasladaron a otros más de moda.
En 1663, la compañía de Killigrew abrió el Teatro Real en Drury Lane, muy cerca del Cockpit, que no pudo competir con este relativamente nuevo gran teatro, y su situación empeoró al quedar fuera del monopolio otorgado a las dos compañías con patente real. No hay ningún documento de interpretaciones en el Cockpit posteriores a 1665; el destino final de la edificación es desconocido. 